# 梅隴駅
座標: 北緯31度8分27.7秒 東経121度24分26.3秒 / 北緯31.141028度 東経121.407306度

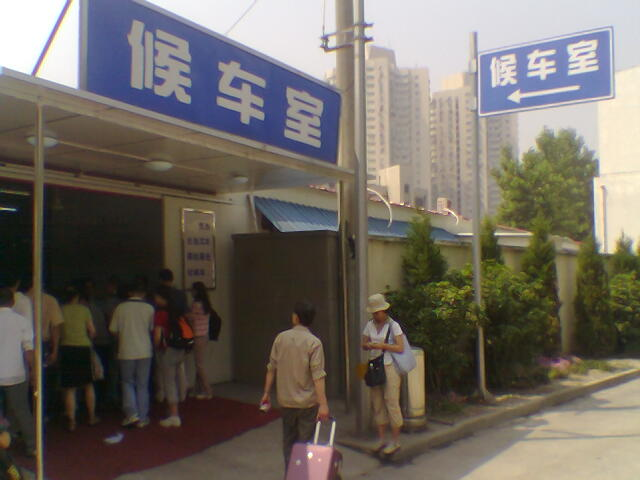
梅隴駅待合室

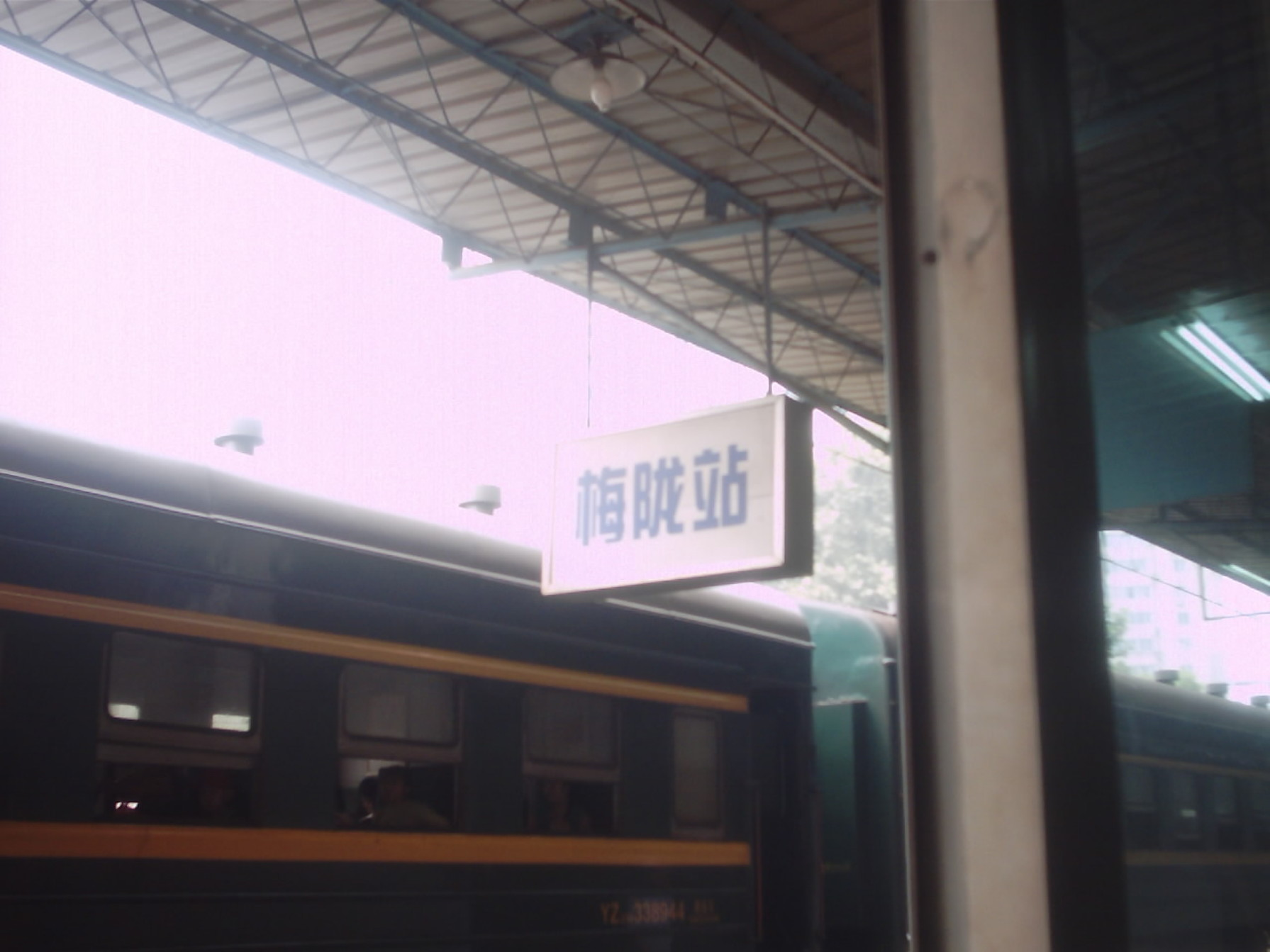
梅隴駅プラットホーム

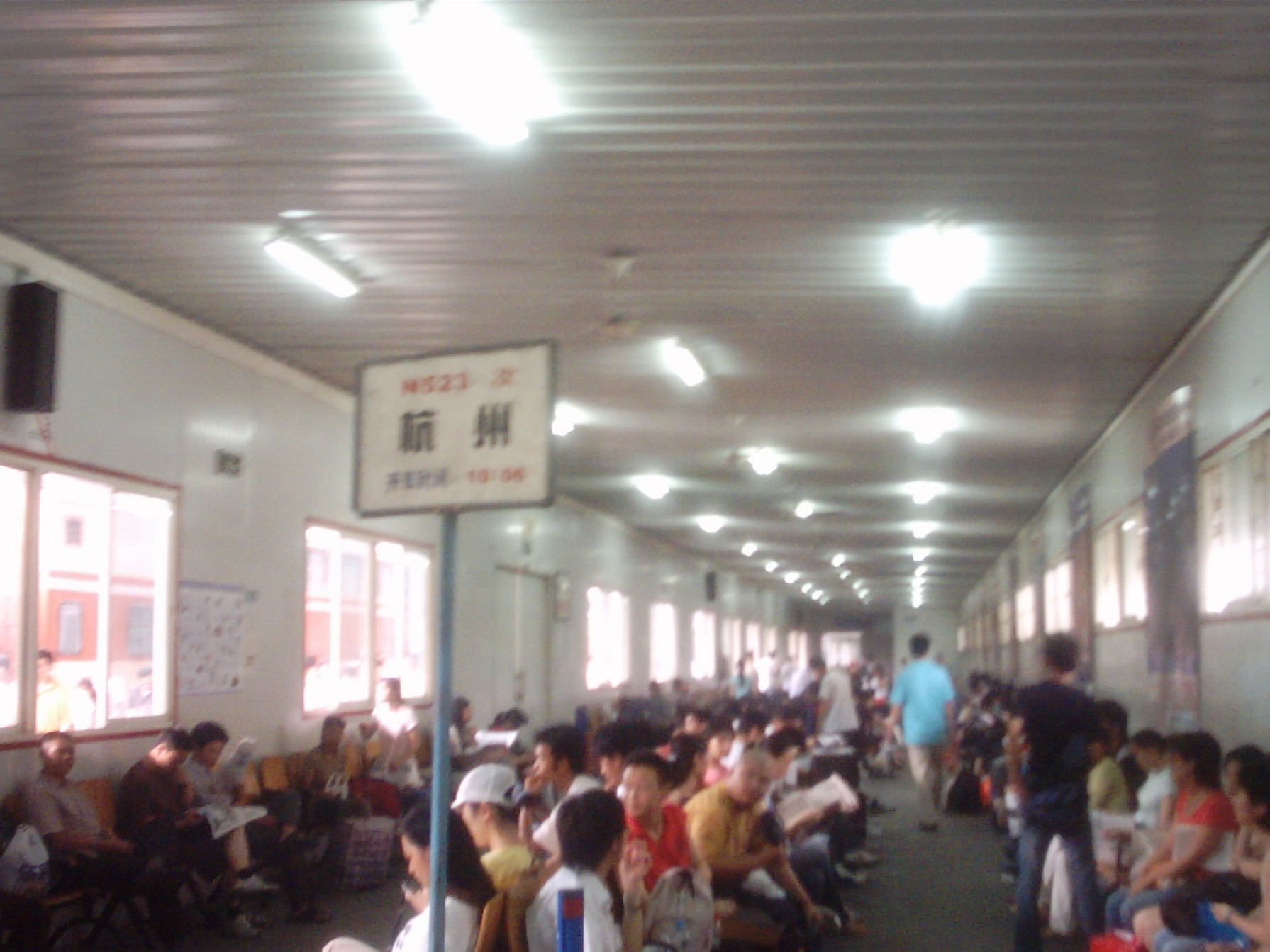
梅隴駅待合室内

梅隴駅（ばいろうえき、中文表記: 梅陇站、英文表記: Meilong Station）は中華人民共和国上海市徐匯区滬閔路にかつて存在した滬杭線の駅。現在の錦江楽園駅の近い辺りであった。

## 概要
上海地下鉄1号線錦江楽園駅南側に隣接しており、建築面積は6,500m²。切符売り場は200m²で6個の窓口があった。
上海南駅が開業するまでは、当駅が上海市から杭州市までの交通を担っており、ノンストップ列車は、所要時間2時間以内で、1日4往復。途中松江、嘉善、嘉興、海寧に停車する列車は、所要時間2時間15分で1往復。その他梅隴-嘉善間の各駅停車が3往復あった。上海南駅の開業後2006年に廃止された。

## 路線
- 滬杭線

## 沿革
- 1909年（清宣統元年）　開業する。
- 2006年6月25日 上海南駅の開業とともに廃止される。

## 隣の駅
中国国鉄
■滬杭線
上海南駅 - 梅隴駅 - 莘荘駅